# Liste des cantons de la Haute-Loire

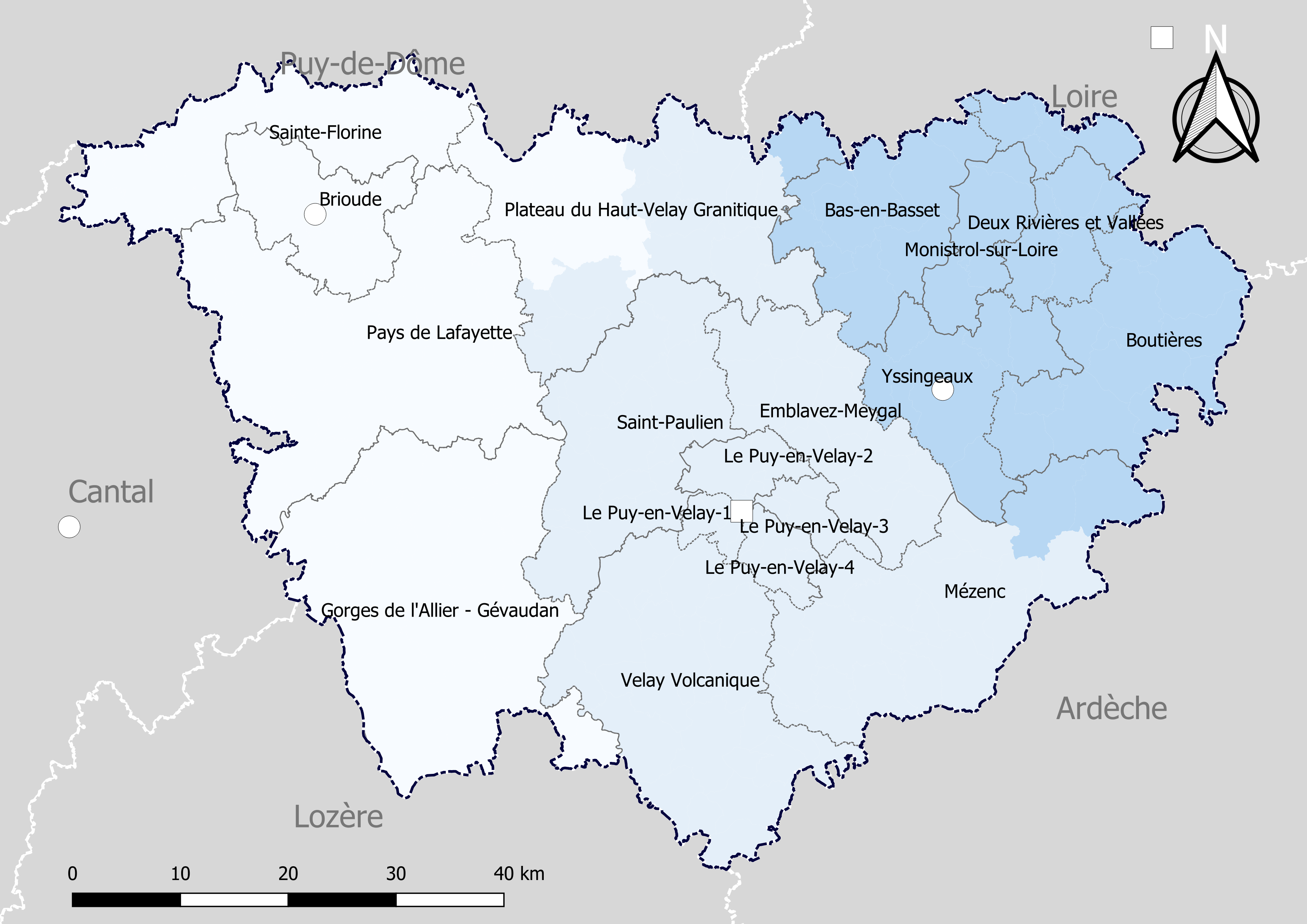
Découpage cantonal du département de la Haute-Loire, avec en surimpression les arrondissements (en nuances de bleu) - Carte arrêtée au 1er janvier 2019.

Le département de la Haute-Loire comptait 35 cantons depuis 1984. À partir de 2015, ce nombre est réduit à 19 à la suite du redécoupage cantonal de 2014.

## Histoire

### Les cantons avant 1984
En 1802, la Haute-Loire comprend 28 cantons :
Arrondissement de Brioude (8 cantons) : Auzon, Blesle, Brioude, La Chaise-Dieu, Langeac, Lavoûte-Chilhac, Paulhaguet, Pinols.
Arrondissement du Puy-en-Velay (14 cantons) : Allègre, Cayres, Craponne, Fay, Loudes, Le Monastier, Pradelles, le Puy-en-Velay-sud-est, le Puy-en-Velay-nord-ouest, Saugues, Saint-Julien-Chapteuil, Saint-Paulien, Solignac, Vorey.
Arrondissement d'Yssingeaux (6 cantons) : Bas-en-Basset, Monistrol-sur-Loire, Montfaucon, Saint-Didier-en-Velay, Tence, Yssingeaux.
En 1931, est créé le canton de Retounac. En 1974, Le Puy-en-Velay comprend désormais 5 cantons et le canton d'Aurec est créé.
En 1982, le canton de Brioude est doublé et le canton de Sainte-Sigolène est créé.

### Découpage cantonal de 1984 à 2015
Liste des 35 cantons par arrondissement :
- arrondissement de Brioude (10 cantons - sous-préfecture : Brioude) :
canton d'Auzon - canton de Blesle - canton de Brioude-Nord - canton de Brioude-Sud - canton de La Chaise-Dieu - canton de Langeac - canton de Lavoûte-Chilhac - canton de Paulhaguet - canton de Pinols - canton de Saugues
- arrondissement du Puy-en-Velay (16 cantons - préfecture : Le Puy-en-Velay) :
canton d'Allègre - canton de Cayres - canton de Craponne-sur-Arzon - canton de Fay-sur-Lignon - canton de Loudes - canton du Monastier-sur-Gazeille - canton de Pradelles - canton du Puy-en-Velay-Est - canton du Puy-en-Velay-Nord - canton du Puy-en-Velay-Ouest - canton du Puy-en-Velay-Sud-Est - canton du Puy-en-Velay-Sud-Ouest - canton de Saint-Julien-Chapteuil - canton de Saint-Paulien  - canton de Solignac-sur-Loire - canton de Vorey
- arrondissement d'Yssingeaux (9 cantons - sous-préfecture : Yssingeaux) :
canton d'Aurec-sur-Loire - canton de Bas-en-Basset - canton de Monistrol-sur-Loire - canton de Montfaucon-en-Velay - canton de Retournac - canton de Saint-Didier-en-Velay - canton de Sainte-Sigolène - canton de Tence - canton d'Yssingeaux

### Redécoupage cantonal de 2014
Dans la poursuite de la réforme territoriale engagée en 2010, l'Assemblée nationale adopte définitivement le 17 avril 2013 la réforme du mode de scrutin pour les élections départementales destinée à garantir la parité hommes/femmes. Les lois (loi organique 2013-402 et loi 2013-403) sont promulguées le 17 mai 2013. Un nouveau découpage territorial est défini par décret du 17 février 2014 pour le département de la Haute-Loire. Celui-ci entre en vigueur lors du premier renouvellement général des assemblées départementales suivant la publication du décret, soit en mars 2015. Les conseillers départementaux sont élus au scrutin majoritaire binominal mixte. Les électeurs de chaque canton éliront au Conseil départemental, nouvelle appellation des Conseils généraux, deux membres de sexe différent, qui se présenteront en binôme de candidats. Les conseillers départementaux seront élus pour 6 ans au scrutin binominal majoritaire à deux tours, l'accès au second tour nécessitant 10 % des inscrits au 1er tour. En outre la totalité des conseillers départementaux est renouvelée.
Ce nouveau mode de scrutin nécessite un redécoupage des cantons dont le nombre est divisé par deux avec arrondi à l'unité impaire supérieure si ce nombre n'est pas entier impair et avec des conditions de seuils minimaux. Dans la Haute-Loire le nombre de cantons passe ainsi de 35 à 19.
Les critères du remodelage cantonal sont les suivants : le territoire de chaque canton doit être défini sur des bases essentiellement démographiques, le territoire de chaque canton doit être continu et les communes de moins de 3 500 habitants sont entièrement comprises dans le même canton. Il n’est fait référence, ni aux limites des arrondissements, ni à celles des circonscriptions législatives.
Conformément à de multiples décisions du Conseil constitutionnel depuis 1985 et notamment  sa décision no 2010-618 DC du 9 décembre 2010, il est admis que le principe d’égalité des électeurs au regard des critères démographiques est respecté lorsque le ratio conseiller/habitant de la circonscription est compris dans une fourchette de 20 % de part et d'autre du ratio moyen conseiller/habitant du département. Pour le département de la Haute-Loire, la population de référence est la population légale en vigueur au 1er janvier 2013, à savoir la population millésimée 2010, soit 224 006 habitants. Avec 19 cantons la population moyenne par conseiller départemental est de 11 790 habitants. Ainsi la population de chaque nouveau canton doit-elle être comprise entre 9 432 habitants et 14 148 habitants pour respecter le principe de l'égalité citoyenne au vu des critères démographiques.

## Composition actuelle

### Composition détaillée
| N° | Nom du Canton                    | Bureau centralisateur  | Population 2010               | Écart /moyenne | Nombre de communes entières | Communes composant le canton |
| -- | -------------------------------- | ---------------------- | ----------------------------- | -------------- | --------------------------- | --- |
| 1  | Aurec-sur-Loire                  | Aurec-sur-Loire        | 14 000                        | 1,19           | 4                           | Aurec-sur-Loire, Pont-Salomon, Saint-Ferréol-d'Auroure, Saint-Just-Malmont. |
| 2  | Bas-en-Basset                    | Bas-en-Basset          | 12 129                        | 1,03           | 9                           | Bas-en-Basset, Beauzac, Boisset, Malvalette, Retournac, Saint-André-de-Chalencon, Solignac-sous-Roche, Tiranges, Valprivas. |
| 3  | Boutières                        | Tence                  | 12 996                        | 1,1            | 12                          | Chenereilles, Dunières, Le Mas-de-Tence, Montfaucon-en-Velay, Montregard, Raucoules, Riotord, Saint-Bonnet-le-Froid, Saint-Jeures, Saint-Julien-Molhesabate, Saint-Romain-Lachalm, Tence. |
| 4  | Brioude                          | Brioude                | 13 373                        | 1,13           | 12                          | Beaumont, Bournoncle-Saint-Pierre, Brioude, Chaniat, Cohade, Fontannes, Lamothe, Lavaudieu, Paulhac, Saint-Géron, Saint-Laurent-Chabreuges, Vieille-Brioude. |
| 5  | Deux Rivières et Vallées         | Sainte-Sigolène        | 13 553                        | 1,15           | 5                           | Saint-Didier-en-Velay, Saint-Pal-de-Mons, Saint-Victor-Malescours, Sainte-Sigolène, La Séauve-sur-Semène. |
| 6  | Emblavez-et-Meygal               | Saint-Julien-Chapteuil | 11 870                        | 1,01           | 14                          | Beaulieu, Chamalières-sur-Loire, Lavoûte-sur-Loire, Malrevers, Mézères, Le Pertuis, Queyrières, Rosières, Saint-Étienne-Lardeyrol, Saint-Hostien, Saint-Julien-Chapteuil, Saint-Pierre-Eynac, Saint-Vincent, Vorey. |
| 7  | Gorges de l'Allier-Gévaudan      | Langeac                | 10 186                        | 0,86           | 26                          | Auvers, La Besseyre-Saint-Mary, Chanaleilles, Chanteuges, Charraix, Chazelles, Cubelles, Desges, Esplantas-Vazeilles, Grèzes, Langeac, Monistrol-d'Allier, Pébrac, Pinols, Prades, Saint-Arcons-d'Allier, Saint-Bérain, Saint-Christophe-d'Allier, Saint-Julien-des-Chazes, Saint-Préjet-d'Allier, Saint-Vénérand, Saugues, Siaugues-Sainte-Marie, Tailhac, Thoras, Venteuges. |
| 8  | Mézenc                           | Chambon-sur-Lignon     | 11 647                        | 0,99           | 21                          | Alleyrac, Chadron, Le Chambon-sur-Lignon, Champclause, Chaudeyrolles, Les Estables, Fay-sur-Lignon, Freycenet-la-Cuche, Freycenet-la-Tour, Goudet, Lantriac, Laussonne, Mazet-Saint-Voy, Le Monastier-sur-Gazeille, Montusclat, Moudeyres, Présailles, Saint-Front, Saint-Martin-de-Fugères, Salettes, Les Vastres. |
| 9  | Monistrol-sur-Loire              | Monistrol-sur-Loire    | 13 225                        | 1,12           | 4                           | La Chapelle-d'Aurec, Monistrol-sur-Loire, Saint-Maurice-de-Lignon, Les Villettes. |
| 10 | Pays de Lafayette                | Mazeyrat-d'Allier      | 9 541                         | 0,81           | 41                          | Ally, Arlet, Aubazat, Blassac, Cerzat, Chassagnes, Chastel, Chavaniac-Lafayette, Chilhac, La Chomette, Collat, Couteuges, Cronce, Domeyrat, Ferrussac, Frugières-le-Pin, Javaugues, Jax, Josat, Lavoûte-Chilhac, Lubilhac, Mazerat-Aurouze, Mazeyrat-d'Allier, Mercœur, Montclard, Paulhaguet, Saint-Austremoine, Saint-Beauzire, Saint-Cirgues, Saint-Didier-sur-Doulon, Saint-Georges-d'Aurac, Saint-Ilpize, Saint-Just-près-Brioude, Saint-Préjet-Armandon, Saint-Privat-du-Dragon, Sainte-Eugénie-de-Villeneuve, Sainte-Marguerite, Salzuit, Vals-le-Chastel, Villeneuve-d'Allier, Vissac-Auteyrac. |
| 11 | Plateau du Haut-Velay granitique | Craponne-sur-Arzon     | 9 929                         | 0,84           | 26                          | Allègre, Beaune-sur-Arzon, Berbezit, Bonneval, La Chaise-Dieu, La Chapelle-Bertin, La Chapelle-Geneste, Chomelix, Cistrières, Connangles, Craponne-sur-Arzon, Félines, Jullianges, Laval-sur-Doulon, Malvières, Monlet, Roche-en-Régnier, Saint-Georges-Lagricol, Saint-Jean-d'Aubrigoux, Saint-Julien-d'Ance, Saint-Pal-de-Chalencon, Saint-Pal-de-Senouire, Saint-Pierre-du-Champ, Saint-Victor-sur-Arlanc, Sembadel, Varennes-Saint-Honorat. |
| 12 | Le Puy-en-Velay-1                | Le Puy-en-Velay        | 7 464 + fraction Puy-en-Velay |                | 3 + fraction Puy-en-Velay   | 1° Les communes suivantes : Ceyssac, Espaly-Saint-Marcel, Vals-près-le-Puy. 2° La partie de la commune du Puy-en-Velay située à l'ouest d'une ligne définie par l'axe des voies et limites suivantes : à partir de la limite territoriale de la commune de Cussac-sur-Loire, route nationale 88, avenue Baptiste-Marcet, avenue du Maréchal-Foch, avenue du Val-Vert, chemin du Chèvrefeuille jusqu'à la rue Centrale, axe de la rivière le Dolaizon, boulevard du Président-Bertrand, avenue André-Soulier, cours Victor-Hugo, place Michelet, rue Crozatier, rue Chaussade, place du Martouret, rue Courrerie, place du Plot, rue Pannessac, tour Pannessac, rue Ronzon, ligne de chemin de fer, jusqu'à la limite territoriale de la commune d'Espaly-Saint-Marcel. |
| 13 | Le Puy-en-Velay-2                | Le Puy-en-Velay        | 8 394 + fraction Puy-en-Velay |                | 5 + fraction Puy-en-Velay   | 1° Les communes suivantes : Aiguilhe, Chadrac, Chaspinhac, Le Monteil, Polignac. 2° La partie de la commune du Puy-en-Velay située au nord d'une ligne définie par l'axe des voies et limites suivantes : à partir de la limite territoriale de la commune d'Espaly-Saint-Marcel, ligne de chemin de fer, rue Ronzon, tour Pannessac, rue Pannessac, place du Plot, rue Courrerie, place du Martouret, rue Chaussade, rue Chèvrerie, place du Pallet, rue Droite, rue du Faubourg-Saint-Jean, boulevard du Maréchal-Joffre, route nationale 88, jusqu'à la limite territoriale de Chadrac. |
| 14 | Le Puy-en-Velay-3                | Le Puy-en-Velay        | 9 236 + fraction Puy-en-Velay |                | 3 + fraction Puy-en-Velay   | 1° Les communes suivantes : Blavozy, Brives-Charensac, Saint-Germain-Laprade. 2° La partie de la commune du Puy-en-Velay située à l'est et au nord d'une ligne définie par l'axe des voies et limites suivantes : à partir de la limite territoriale de la commune de Chadrac, boulevard du Maréchal-Joffre, rue du Faubourg-Saint-Jean, rue Droite, place du Pallet, rue Chèvrerie, rue du Portail-d'Avignon, avenue Georges-Clemenceau, carrefour de Baccarat, rue Pierre-Farigoule, boulevard Bertrand-de-Doué, avenue des Belges, jusqu'à la limite territoriale de la commune de Brives-Charensac. |
| 15 | Le Puy-en-Velay-4                | Le Puy-en-Velay        | 4 242 + fraction Puy-en-Velay |                | 2 + fraction Puy-en-Velay   | 1° Les communes suivantes : Arsac-en-Velay, Coubon. 2° La partie de la commune du Puy-en-Velay non incluse dans les cantons du Puy-en-Velay-1, du Puy-en-Velay-2 et du Puy-en-Velay-3. |
| 16 | Saint-Paulien                    | Saint-Paulien          | 9 813                         | 0,83           | 18                          | Bellevue-la-Montagne, Blanzac, Borne, Céaux-d'Allègre, Chaspuzac, Fix-Saint-Geneys, Lissac, Loudes, Saint-Geneys-près-Saint-Paulien, Saint-Jean-de-Nay, Saint-Paulien, Saint-Privat-d'Allier, Saint-Vidal, Sanssac-l'Église, Vazeilles-Limandre, Vergezac, Vernassal, Le Vernet. |
| 17 | Sainte-Florine                   | Sainte-Florine         | 11 178                        | 0,95           | 21                          | Agnat, Autrac, Auzon, Azérat, Blesle, Chambezon, Champagnac-le-Vieux, Chassignolles, Espalem, Frugerès-les-Mines, Grenier-Montgon, Lempdes-sur-Allagnon, Léotoing, Lorlanges, Saint-Étienne-sur-Blesle, Saint-Hilaire, Saint-Vert, Sainte-Florine, Torsiac, Vergongheon, Vézézoux. |
| 18 | Velay volcanique                 | Cussac-sur-Loire       | 10 920                        | 0,93           | 23                          | Alleyras, Arlempdes, Bains, Barges, Le Bouchet-Saint-Nicolas, Le Brignon, Cayres, Costaros, Cussac-sur-Loire, Lafarre, Landos, Ouides, Pradelles, Rauret, Saint-Arcons-de-Barges, Saint-Christophe-sur-Dolaison, Saint-Étienne-du-Vigan, Saint-Haon, Saint-Jean-Lachalm, Saint-Paul-de-Tartas, Séneujols, Solignac-sur-Loire, Vielprat. |
| 19 | Yssingeaux                       | Yssingeaux             | 11 789                        | 1              | 7                           | Araules, Beaux, Bessamorel, Grazac, Lapte, Saint-Julien-du-Pinet, Yssingeaux. |
|    |                                  |                        | 224 006                       |                | 257                         | |

### Répartition par arrondissement
Contrairement à l'ancien découpage où chaque canton était inclus à l'intérieur d'un seul arrondissement, le nouveau découpage territorial s'affranchit des limites des arrondissements. Certains cantons peuvent être composés de communes appartenant à des arrondissements différents. Dans le département de la Haute-Loire, c'est le cas de deux cantons (Mézenc et Plateau du Haut-Velay granitique).
Le tableau suivant présente la répartition par arrondissement :
| N° | Canton                           | Brioude | Le Puy-en-Velay           | Yssingeaux | Total                     |
| -- | -------------------------------- | ------- | ------------------------- | ---------- | ------------------------- |
| 1  | Aurec-sur-Loire                  |         |                           | 4          | 4                         |
| 2  | Bas-en-Basset                    |         |                           | 9          | 9                         |
| 3  | Boutières                        |         |                           | 12         | 12                        |
| 4  | Brioude                          | 12      |                           |            | 12                        |
| 5  | Deux Rivières et Vallées         |         |                           | 5          | 5                         |
| 6  | Emblavez-et-Meygal               |         | 14                        |            | 14                        |
| 7  | Gorges de l'Allier-Gévaudan      | 26      |                           |            | 26                        |
| 8  | Mézenc                           |         | 19                        | 2          | 21                        |
| 9  | Monistrol-sur-Loire              |         |                           | 4          | 4                         |
| 10 | Pays de Lafayette                | 41      |                           |            | 41                        |
| 11 | Plateau du Haut-Velay granitique | 11      | 14                        | 1          | 26                        |
| 12 | Le Puy-en-Velay-1                |         | 3 + fraction Puy-en-Velay |            | 3 + fraction Puy-en-Velay |
| 13 | Le Puy-en-Velay-2                |         | 5 + fraction Puy-en-Velay |            | 5 + fraction Puy-en-Velay |
| 14 | Le Puy-en-Velay-3                |         | 3 + fraction Puy-en-Velay |            | 3 + fraction Puy-en-Velay |
| 15 | Le Puy-en-Velay-4                |         | 2 + fraction Puy-en-Velay |            | 2 + fraction Puy-en-Velay |
| 16 | Saint-Paulien                    |         | 18                        |            | 18                        |
| 17 | Sainte-Florine                   | 21      |                           |            | 21                        |
| 18 | Velay volcanique                 |         | 23                        |            | 23                        |
| 19 | Yssingeaux                       |         |                           | 7          | 7                         |
|    |                                  | 111     | 102                       | 44         | 257                       |